# Apache License
Apache License (Apache Software License до версії 2.0) — ліцензія на вільне програмне забезпечення Apache Software Foundation.

## Історія версій
Apache License 1.0 була оригінальною Apache Ліцензією, яка стосувалася тільки старих версій пакетів Apache (як наприклад версія 1.2 їхнього вебсервера).
Apache License 1.1 була схвалена ASF в 2000 році: головна зміна від ліцензії 1.0 міститься в 'рекламному твердженні' (секція 3 ліцензії 1.0); у похідну продукцію вже не обов'язково включати атрибуцію в своїх рекламних матеріалах, необхідно лиш указувати її в своїй документації.
ASF схвалив модифікацію до Apache License 2.0 в січні 2004. Заявлені цілі ліцензії включали 
- полегшення умов ліцензії для не ASF-проектів,
- покращуючи сумісність з GPL-заснованим програмним забезпеченням,
- дозволити, щоб ліцензії включалися посиланням замість бути внесеними в кожен файл, прояснюючи ліцензію розробників,
- і вимагаючи патентовану ліцензію вкладників, які обов'язково порушують власні патенти вкладників.

## Умови ліцензування
Подібно до всякої іншої ліцензії на вільне програмне забезпечення, ліцензія Apache дає користувачеві право використовувати програмне забезпечення для будь-яких цілей, вільно поширювати, змінювати, і поширювати змінені копії.
Дана ліцензія не ставить умовою незмінність ліцензії розповсюдження програмного забезпечення і не наполягає навіть на збереженні його безоплатного та відкритого статусу. Єдиною умовою, що накладається Apache ліцензією, є інформування одержувача про факт використання початкового коду, що ліцензований під ліцензією Apache. Таким чином, на відміну від ліцензій copyleft, одержувач модифікованої версії не обов'язково отримує всі права, що спочатку надаються Apache ліцензією.
Якщо ліцензований код що використовується містить в собі файл NOTICE, то і розповсюджуване програмне забезпечення повинне містити в собі частину інформації з цього файлу (секція 4.d ліцензії 2.0).
У кожному ліцензованому файлі повинна бути збережена вся початкова інформація про копірайти або патенти, до кожного зміненого файлу повинна додаватися інформація про здійснені зміни.

## Сумісність з GPL
Фонд Free Software Foundation оголосив всі версії Apache-ліцензії несумісними з другою версією GPL.
Apache Software Foundation, починаючи з 2004 року, наполягає на своєму праві вирішувати питання сумісності Apache ліцензії з GPL 
Згідно з Free Software Foundation, GPLv3 сумісна з Apache License 2.0.. Як наслідок, розробники завжди мають можливість свої ASLv2-програми перевести під GPLv3, щоб бути впевненими в тому, що похідні їхніх розробок (форки) залишаться вільними.

## Виноски
1. ↑  Licenses — The Apache Software Foundation. Архів оригіналу за 26 червня 2013. Процитовано 7 липня 2007.
2. 1 2  Richard M. Stallman. Various Licenses and Comments about Them (англійською) . Free Software Foundation. Архів оригіналу за 22 серпня 2011. Процитовано 27 грудня 2007.
3. ↑  Архівована копія. Архів оригіналу за 22 листопада 2015. Процитовано 27 червня 2008.{{cite web}}:  Обслуговування CS1: Сторінки з текстом «archived copy» як значення параметру title (посилання)
4. ↑  GPLv3 Final Draft Rationale. Free Software Foundation. 31 травня 2007. Архів (PDF) оригіналу за 26 червня 2013. Процитовано 27 червня 2008. {{cite web}}: Текст «accessdate-2007-06-14» проігноровано (довідка)